# جون روبرت بويل
جون روبرت بويل هو قاضي ومحامي وسياسي كندي، ولد في 3 فبراير 1871، وتوفي في 15 فبراير 1936. حزبياً، نشط في الحزب الليبيرالي الألبرتي. وقد انتخب عضو الجمعية التشريعية ألبرتا.